# Trzeci Kneset
Trzeci Kneset – trzecia kadencja parlamentu Izraela odbywająca się w latach 1955–1959.
Wybory odbyły się 26 lipca 1955, a pierwsze posiedzenie parlamentu miało miejsce 15 sierpnia 1955.

## Posłowie
Posłowie wybrani w wyborach:
| Partia                                 | Posłowie |
| -------------------------------------- | --- |
| Mapai                                  | Aharon Becker, Aharon Remez, Akiwa Gowrin, Ammi Asaf, Arje Bahir, Awraham Herzfeld, Baruch Azanja, Beba Idelson, Bechor-Szalom Szitrit, Berl Locker, Dawid Ben Gurion, Dawid Hakohen, Dawid Liwszic, Dewora Necer, Dow Josef, Ehud Awri’el, Golda Meir, Herzl Berger, Jisra’el Guri, Josef Almogi, Josef Sprinzak, Kadisz Luz, Lewi Eszkol, Me’ir Argow, Mordechaj Namir, Mosze Szaret, Perec Naftali, Pinchas Lawon, Rachel Cabari, Sara Kafrit, Senetta Joseftal, Szelomo Hillel, Szemu’el Dajan, Szemu’el Szoresz, Zalman Szazar, Ja’akow Szimszon Szapira, Jisra’el Jeszajahu, Jona Kese, Josef Efrati, Zalman Aran |
| Herut                                  | Arje Altman, Arje Ben Eli’ezer, Binjamin Arditi, Binjamin Awni’el, Eli’ezer Szostak, Ester Razi’el-Na’or, Chajjim Kohen-Meguri, Chajjim Landau, Menachem Begin, Mordechaj Olmert, Nachum Lewin, Szimszon Unichman, Ja’akow Meridor, Jochanan Bader, Josef Szofman, |
| Ogólni Syjoniści                       | Ben-Cijjon Harel, Chajjim Ari’aw, Elimelech Rimalt, Ezra Ichilow, Jisra’el Rokach, Perec Bernstein, Szimon Beżarano, Szelomo Perlstein, Szoszanna Parsitz, Simcha Baba, Josef Sapir, Josef Serlin, Zalman Suzajew, |
| Narodowa Partia Religijna              | Aharon-Ja’akow Grinberg, Faridża Zu’arec, Chajjim Mosze Szapira, Micha’el Chazani, Mordechaj Nurok, Mosze Kelmer, Mosze Unna, Szelomo-Jisra’el Ben-Me’ir, Jicchak Refa’el, Josef Burg, Zerach Warhaftig, |
| Achdut ha-Awoda                        | Awraham Abbas, Jisra’el Bar-Jehuda, Jisra’el Galili, Mosze Aram, Cippora Laskow, Rut Haktin, Jigal Allon, Jicchak Ben Aharon, Jicchak Tabenkin, Ze’ew Cur |
| Mapam                                  | Emma Talmi, Chajjim Jehuda, Chanan Rubin, Jisra’el Barzilaj, Jicchak Jicchaki, Me’ir Ja’ari, Mordechaj Bentow, Ja’akow Chazzan, Ja’akow Riftin, |
| Religijny Front Tory                   | Binjamin Minc, Kalman Kahana, Szelomo Lorincz, Ja’akow Kac, Izaak Meir Lewin, Zalman Ben Ja’akow |
| Maki                                   | Emil Habibi, Ester Wilenska, Me’ir Wilner, Mosze Sneh, Szemu’el Mikunis, Taufik Tubi, |
| Partia Progresywna                     | Gerszom Szoken, Idow Kohen, Pinchas Rosen, Jeszajahu Foerder, Jizhar Harari |
| Demokratyczna Lista Izraelskich Arabów | Masad Kassis, Sajf ad-Din az-Zubi |
| Postęp i Praca                         | Salih Hasan Chunajfis, Salih Sulajman |
| Rolnictwo i Rozwój                     | Faris Hamdan |

### Zmiany
Zmiany w trakcie kadencji:
| Następca              | Poprzednik               | Partia                                 | Data                 |
| --------------------- | ------------------------ | -------------------------------------- | -------------------- |
| Nachum Nir            | Cippora Laskow           | Achdut ha-Awoda                        | 15 sierpnia 1955     |
| Jusuf Chamis          | Jicchak Jicchaki         | Mapam                                  | 21 września 1955     |
| Ja’akow Niccani       | Ja’akow Szimszon Szapira | Mapai                                  | 14 listopada 1955    |
| Dżabr Mu’addi         | Sajf ad-Din az-Zubi      | Demokratyczna Lista Izraelskich Arabów | 13 lutego 1956       |
| Jizhar Smilanski      | Aharon Becker            | Mapai                                  | 1 października 1956  |
| Jisra’el Kargman      | Zalman Szazar            | Mapai                                  | 8 października 1956  |
| Dawid Bar-Raw-Haj     | Senetta Joseftal         | Mapai                                  | 24 października 1956 |
| Ja’akow Kliwnow       | Chajjim Ari’aw           | Ogólni Syjoniści                       | 16 czerwca 1957      |
| Channa Lamdan         | Ehud Awri’el             | Mapai                                  | 31 lipca 1957        |
| Jochanan Kohen        | Jeszajahu Foerder        | Partia Progresywna                     | 28 października 1957 |
| Amos Degani           | Aharon Remez             | Mapai                                  | 19 grudnia 1957      |
| Mosze Karmel          | Jicchak Tabenkin         | Achdut ha-Awoda                        | 9 czerwca 1958       |
| Jerachmi’el Asa       | Awraham Abbas            | Achdut ha-Awoda                        | 17 września 1958     |
| Chajjim Josef Cadok   | Josef Sprinzak           | Mapai                                  | 28 stycznia 1959     |
| Szelomo-Ja’akow Gross | Zalman Ben Ja’akow       | Religijny Front Tory                   | 2 marca 1959         |
| Żenja Twerski         | Szelomo Hillel           | Mapai                                  | 6 lipca 1959         |

## Historia
Okres kadencji trzeciego Knesetu został zakłócony Kampanią Sueską, która rozpoczęła się 29 października 1956. Bezpośrednią przyczyną rozpoczęcia tej wielkiej operacji wojskowej była egipska blokada morska portu Ejlat, zamknięcie Kanału Sueskiego dla izraelskich statków oraz nieustanne ataki arabskich fedajnów ze Strefy Gazy (okupowanej przez Egipt).
Kampania Sueska została przeprowadzona w ścisłej współpracy z Francją i Wielką Brytanią.
Liczne debaty parlamentu dotyczyły amerykańskich żądań wycofania izraelskich wojsk z Półwyspu Synaj.
Inną trudną kwestią było zestrzelenie izraelskiego samolotu El-Al w przestrzeni powietrznej Bułgarii (27 lipca 1955), w wyniku czego zginęło 58 osób.
Wielkie kontrowersje dotyczyły sprawy arabskiej wioski Kfar Kassem, w której izraelscy żołnierze straży granicznej zabili 49 Arabów (29 października 1956). Arabscy mieszkańcy wsi nie byli świadomi, że obowiązuje godzina policyjna. Natomiast izraelscy żołnierze wykazali się nadgorliwością w wypełnianiu rozkazów. W ten sposób doszło do tragedii.
Parlament debatował również nad strajkami i żądaniami robotników oraz nad pierwszymi zajściami na tle etnicznym, które wybuchły w Hajfie (9 maja 1959). W tym okresie izraelscy Arabowie wciąż byli poddani przepisom administracji wojskowej.
29 października 1957 niezrównoważony emocjonalnie człowiek wrzucił na salę obrad parlamentu granat ręczny, którego wybuch zranił premiera Dawida Ben Guriona i kilku ministrów.

### Siódmy rząd(1955–1957)
Siódmy rząd został sformowany przez Dawida Ben Guriona w dniu 3 listopada 1955.
Premier ustąpił 31 grudnia 1957, w związku z aferą przecieku tajnych informacji ze spotkań rządowych.

### Ósmy rząd(1958–1959)
Ósmy rząd został sformowany przez Dawida Ben Guriona w dniu 7 stycznia 1958.
Premier ustąpił 5 lipca 1959, w związku z kontrowersjami wokół rządowej decyzji o sprzedaży broni do Niemiec Zachodnich.